# زرنیکه ۱۱۷۷۹
سیارک ۱۱۷۷۹ (به انگلیسی: 11779 Zernike، نامگذاری:4197T-3) یازده هزار و هفتصد و هفتاد و نهمین سیارک کشف شده‌است که در ۱۶ اکتبر ۱۹۷۷ کشف شد.
قدر مطلق سیارک برابر ۱۸٫۶ است.